# Джексон, Гленда
Гле́нда Мэй Дже́ксон (англ. Glenda May Jackson; 9 мая 1936[…], Биркенхед, Мерсисайд — 15 июня 2023, Блэкхит) — британская актриса и политик, снискавшая известность исполнением ролей волевых, умных женщин в кино, телефильмах и спектаклях 1960-х и 1970-х годов. Обладательница премий «Оскар», «Золотой глобус», «Эмми» и «Тони». Командор ордена Британской империи (CBE).

## Биография
Гленда Джексон родилась в рабочей семье близ Ливерпуля. В 16 лет бросила школу ради участия в любительской труппе. Слава к ней пришла десять лет спустя, когда она сыграла Шарлотту Корде в скандальном спектакле Питера Брука «Марат/Сад». Экранизация этой постановки была её первой заметной работой в кино.
В 1969 году началось сотрудничество Джексон с режиссёром Кеном Расселом, которое принесло ей «Оскар» за лучшую женскую роль в экранизации романа Дэвида Герберта Лоуренса «Влюблённые женщины». Через три года актриса была вновь удостоена той же награды, — за роль в британской комедии «С шиком» режиссёра Мелвина Фрэнка.
Среди самых ярких ролей Гленды Джексон в кино — жена Петра Чайковского Антонина Милюкова в фильме «Любители музыки» (1971); Алекс Грэвилл, одинокая женщина, которой приходится делить своего возлюбленного с его любовником в фильме «Воскресенье, проклятое воскресенье» (1971); Гедда Габлер в экранизации одноимённой пьесы Ибсена (1975); Сара Бернар в кинобиографии «Невероятная Сара» (1976) и Патриция Нил в «Истории Патрисии Нил» (1981); Елена Боннэр в британском телефильме «Сахаров» (1984).
Среди наград Гленды Джексон — несколько номинаций на «Тони» за театральные работы и «Эмми» за главную роль в телесериале про Елизавету I (1971). В 1982 году она приняла участие в программе «Чтобы Польша была Польшей», чтобы выразить поддержку «Солидарности».
С 1990 года Гленда Джексон полностью посвятила себя политической карьере, подчёркивая, что была готова «делать всё, что легально» для противодействия политике Тэтчер, «уничтожающей» Британию. Она избралась в состав парламента Великобритании от Лейбористской партии в 1992 году и стала теневым министром транспорта. Пять лет спустя по итогам выборов 1997 года вошла в состав правительства лейбориста Тони Блэра в качестве госсекретаря (заместителя министра) по вопросам транспорта в Лондоне, оставаясь на традиционном левом крыле партии, в частности, критикуя политику правительства лейбористов за планы ввести плату за высшее образование и за войну в Ираке.
В 1999 году покинула кабинет министров, чтобы неудачно попытаться баллотироваться на новый пост мэра Лондона в 2000 году. Будучи резким критиком правительства Блэра, грозила выставить свою кандидатуру против него за выборах лидера партии, а в 2006 году стала одной из 12 депутатов-лейбористов, поддержавших ШНП и Плайд Камри в голосовании за расследование о войне в Ираке. Завершила политическую карьеру в 2015 году.
В феврале 2016 года было объявлено о возвращении, после 25-летнего отсутствия, Гленды Джексон в театр. 80-летняя актриса сыграла Короля Лира в постановке Деборы Уорнер, — спектакли с большим успехом шли в конце октября—начале декабря 2016 года на сцене «Олд Вик».
Умерла 15 июня 2023 года в своём доме в Блэкхите, Лондон, после непродолжительной болезни, в возрасте 87 лет.

## Фильмография
| Год       |    | Русское название                   | Оригинальное название           | Роль                                    |
| --------- | -- | ---------------------------------- | ------------------------------- | --------------------------------------- |
| 1956      | ф  | Дополнительный день                | The Extra Day                   | массовка                                |
| 1957—1961 | с  | ITV Пьеса недели                   | ITV Play of the Week            | присяжная / Айрис Джонс                 |
| 1963      | ф  | Такова спортивная жизнь            | This Sporting Life              | певица на вечеринке                     |
| 1963      | с  | Автомобили Z                       | Z Cars                          | констебль Фернли / медсестра в больнице |
| 1965—1968 | с  | Пьесы по средам                    | The Wednesday Play              | Джули / Кэти                            |
| 1967      | ф  | Марат/Сад                          | Marat/Sade                      | Шарлотта Корде                          |
| 1967      | с  | Получасовая история                | Half Hour Story                 | Клэр Фоли                               |
| 1968      | с  | Театр в кресле                     | Armchair Theatre                | н/д                                     |
| 1968      | ф  | Негативы                           | Negatives                       | Вивьен                                  |
| 1969      | с  | Театр субботнего вечера на ITV     | ITV Saturday Night Theatre      | Марина Пейлек                           |
| 1969      | ф  | Влюблённые женщины                 | Women in Love                   | Гудрун Бренгвен                         |
| 1970      | с  | BBC Пьеса месяца                   | BBC Play of the Month           | Маргарет Шлегель                        |
| 1971      | ф  | Любители музыки                    | The Music Lovers                | Антонина Милюкова                       |
| 1971      | с  | Елизавета: Королева английская     | Elizabeth R                     | королева Елизавета I                    |
| 1971      | ф  | Воскресенье, проклятое воскресенье | Sunday Bloody Sunday            | Алекс Гревилль                          |
| 1971      | ф  | Приятель                           | The Boy Friend                  | Рита Монро                              |
| 1971      | ф  | Мария — королева Шотландии         | Mary, Queen of Scots            | королева Елизавета I                    |
| 1972      | ф  | Тройное эхо                        | The Triple Echo                 | Элис                                    |
| 1973      | ф  | Наследие нации                     | Bequest to the Nation           | леди Гамильтон                          |
| 1973      | ф  | С шиком                            | A Touch of Class                | Вики Аллессио                           |
| 1974      | ф  | Улыбка великого искусителя         | Il sorriso del grande tentatore | сестра Джеральдин                       |
| 1975      | ф  | Служанки                           | The Maids                       | Соланж                                  |
| 1975      | ф  | Романтичная англичанка             | The Romantic Englishwoman       | Элизабет Филдинг                        |
| 1975      | ф  | Гедда                              | Hedda                           | Гедда Габлер                            |
| 1976      | ф  | Несравненная Сара                  | The Incredible Sarah            | Сара Бернар                             |
| 1977      | ф  | Противные привычки                 | Nasty Habits                    | Александра                              |
| 1978      | ф  | Семейный доктор                    | House Calls                     | Энн Аткинсон                            |
| 1978      | ф  | Стиви                              | Stevie                          | Стиви Смит                              |
| 1978      | ф  | Класс мисс Макмайкл                | The Class of Miss MacMichael    | Конор Макмайкл                          |
| 1979      | ф  | Найти и потерять                   | Lost and Found                  | Триша                                   |
| 1980      | ф  | Здоровый образ жизни               | HealtH                          | Изабелла Гарнелл                        |
| 1980      | ф  | Игра в классики                    | Hopscotch                       | Изобель фон Шмидт                       |
| 1980      | с  | Шоу Моркэма и Уайза                | The Morecambe & Wise Show       | женщина, поцелованная Эриком            |
| 1981      | тф | История Патриции Нил               | The Patricia Neal Story         | Патриция Нил                            |
| 1982      | ф  | Возвращение солдата                | The Return of the Soldier       | Маргарет Грей                           |
| 1982      | ф  | Джиро-сити                         | Giro City                       | Софи                                    |
| 1984      | тф | Сахаров                            | Sakharov                        | Елена Боннэр                            |
| 1985      | ф  | Дневник Черепахи                   | Turtle Diary                    | Ниэра Дункан                            |
| 1987      | ф  | Это — судьба!                      | Beyond Therapy                  | Шарлотт                                 |
| 1988      | с  | Американский театр                 | American Playhouse              | Нина Лидс                               |
| 1988      | ф  | Бизнес как всегда                  | Business as Usual               | Бабс Флинн                              |
| 1988      | ф  | Последний танец Саломеи            | Salome’s Last Dance             | Иродиада / леди Элис                    |
| 1989      | ф  | Радуга                             | The Rainbow                     | Анна Бренгвен                           |
| 1989      | ф  | Гибельный пляж                     | Doombeach                       | мисс                                    |
| 1990      | ф  | Быстрее ветра                      | King of the Wind                | королева Кэролайн                       |
| 1990      | с  | Кэрол и компания                   | Carol & Company                 | доктор Дорис Крубер                     |
| 1990      | тф | —                                  | T.Bag’s Christmas Ding Dong     | косметичка                              |
| 1990      | мф | —                                  | The Real Story of Humpty Dumpty | ведьма Глитч                            |
| 1991      | тф | Убийство по-джентльменски          | A Murder of Quality             | Алиса Бримли                            |
| 1991      | тф | Дом Бернарды Альбы                 | The House of Bernarda Alba      | Бернарда Альба                          |
| 1992      | тф | Тайная жизнь Арнольда Бакса        | The Secret Life of Arnold Bax   | Харриет Коэн                            |
| 2019      | тф | Найти Элизабет                     | Elizabeth Is Missing            | Мод                                     |
| 2023      | ф  | Великий беглец                     | The Great Escaper               | Рене Джордан                            |

## Радио
| Год  | Название                | Оригинальное название        | Роль                       | Примечания |
| ---- | ----------------------- | ---------------------------- | -------------------------- | ---------- |
| 2020 | Эдит Ситуэлл в Скарборо | Edith Sitwell in Scarborough | Дама-Командор Эдит Ситуэлл | [ 13 ]     |

## Награды и номинации
| Премия                              | Год  | Категория                                                                   | Работа                             | Результат |
| ----------------------------------- | ---- | --------------------------------------------------------------------------- | ---------------------------------- | --------- |
| «Оскар»                             | 1971 | Лучшая женская роль                                                         | Влюблённые женщины                 | Победа    |
| «Оскар»                             | 1972 | Лучшая женская роль                                                         | Воскресенье, проклятое воскресенье | Номинация |
| «Оскар»                             | 1974 | Лучшая женская роль                                                         | С шиком                            | Победа    |
| «Оскар»                             | 1976 | Лучшая женская роль                                                         | Гедда                              | Номинация |
| BAFTA                               | 1970 | Лучшая женская роль                                                         | Влюблённые женщины                 | Номинация |
| BAFTA                               | 1972 | Лучшая женская роль                                                         | Воскресенье, проклятое воскресенье | Победа    |
| BAFTA                               | 1974 | Лучшая женская роль                                                         | С шиком                            | Номинация |
| BAFTA TV                            | 1971 | Лучшая женская роль                                                         | Пьеса месяца                       | Номинация |
| BAFTA TV                            | 1972 | Лучшая женская роль                                                         | Елизавета: Королева английская     | Номинация |
| BAFTA TV                            | 2020 | Лучшая женская роль                                                         | Найти Элизабет                     | Победа    |
| Прайм-таймовая премия «Эмми»        | 1972 | Лучшая женская роль в мини-сериале или фильме (серия «Львиная доля»)        | Елизавета: Королева английская     | Номинация |
| Прайм-таймовая премия «Эмми»        | 1972 | Лучшая женская роль в мини-сериале или фильме (серия «Тень в лучах солнца») | Елизавета: Королева английская     | Победа    |
| Прайм-таймовая премия «Эмми»        | 1972 | Лучшая женская роль в драматическом телесериале                             | Елизавета: Королева английская     | Победа    |
| Прайм-таймовая премия «Эмми»        | 1982 | Лучшая женская роль в мини-сериале или фильме                               | История Патриции Нил               | Номинация |
| «Золотой глобус»                    | 1971 | Лучшая женская роль — драма                                                 | Влюблённые женщины                 | Номинация |
| «Золотой глобус»                    | 1972 | Лучшая женская роль — драма                                                 | Мария — королева Шотландии         | Номинация |
| «Золотой глобус»                    | 1974 | Лучшая женская роль — комедия или мюзикл                                    | С шиком                            | Победа    |
| «Золотой глобус»                    | 1976 | Лучшая женская роль — драма                                                 | Гедда                              | Номинация |
| «Золотой глобус»                    | 1977 | Лучшая женская роль — драма                                                 | Несравненная Сара                  | Номинация |
| «Золотой глобус»                    | 1979 | Лучшая женская роль — драма                                                 | Стиви                              | Номинация |
| «Золотой глобус»                    | 1982 | Лучшая женская роль — мини-сериал или телефильм                             | История Патриции Нил               | Номинация |
| «Золотой глобус»                    | 1985 | Лучшая женская роль — мини-сериал или телефильм                             | Сахаров                            | Номинация |
| Национальный совет кинокритиков США | 1971 | Лучшая женская роль                                                         | Влюблённые женщины                 | Победа    |
| Национальный совет кинокритиков США | 1981 | Лучшая женская роль                                                         | Стиви                              | Победа    |
| Круг кинокритиков Нью-Йорка         | 1970 | Лучшая женская роль                                                         | Влюблённые женщины                 | Победа    |
| Круг кинокритиков Нью-Йорка         | 1974 | Лучшая женская роль                                                         | С шиком                            | Номинация |
| Круг кинокритиков Нью-Йорка         | 1981 | Лучшая женская роль                                                         | Стиви                              | Победа    |
| «Тони»                              | 1966 | Лучшая женская роль второго плана в пьесе                                   | Марат/Сад                          | Номинация |
| «Тони»                              | 1981 | Лучшая женская роль в пьесе                                                 | Роза                               | Номинация |
| «Тони»                              | 1985 | Лучшая женская роль в пьесе                                                 | Странная интерлюдия                | Номинация |
| «Тони»                              | 1988 | Лучшая женская роль в пьесе                                                 | Макбет                             | Номинация |
| «Тони»                              | 2018 | Лучшая женская роль в пьесе                                                 | Три высокие женщины                | Победа    |

## Факты
- Озвучила Александру Коллонтай в документальном фильме «A Wave of Passion: The Life of Alexandra Kollontai» (1994, Великобритания).
- Вдохновила, — не будучи лично знакома, — Хулио Кортасара на создание персонажа, по имени Гленда Гарсон, — кинодивы, почитаемой кружком буэнос-айресских единомышленников, — в знаменитой новелле (сб. «Мы так любили Гленду» / «Queremos tanto a Glenda», 1980).
  - В своём последнем сборнике — «Вне времени» / «Deshoras» (1982) — писатель обращался к актрисе с личным посланием (29 сентября 1980):

Дорогая Гленда, это письмо не будет отправлено обычным способом, поскольку почта с её привычным для всех ритуалом конвертов и марок — не для нас. Самое лучшее: представить, что я положил письмо в бутылку и бросил её в воды залива Сан-Франциско — я пишу Вам в доме, стоящем на берегу этого залива; или что я привязал письмо к шее одной из чаек, которые пролетают — стремительнее хлыста, рассекающего воздух, — перед моим окном и бросают мимолётную тень на мою пишущую машинку. В любом случае, письмо адресовано Вам, Гленда Джексон, — где бы Вы ни находились, а Вы, вероятно, сейчас в Лондоне; многие письма, многие рассказы — это послания в бутылках, брошенных в море, и все они становятся частью этих неторопливых, дивных sea-changes, описанных Шекспиром в «Буре»…
Полагаю,  что  только  так  и  должны передаваться  важные послания  — неповоротливые бутылки, плывущие по неторопливым морским волнам, и так же неторопливо будет это моё письмо отыскивать Вас, под Вашим настоящим именем, не под именем Гленды Гарсон, которое тоже принадлежит Вам, —  целомудрие и любовь изменили Вас, не изменяя, точно так же, как сами Вы изменяетесь, не изменяясь, от фильма к фильму. Я пишу женщине, что живёт под великим множеством масок, включая и ту, какую, не желая обидеть Вас, придумал я, и я пишу вам потому, что Вы обратились ко мне — ко мне, писателю, скрывающемуся под множеством масок; благодаря этому мы с Вами заслужили право на откровенный разговор; сегодня, хотя я и представить не мог подобного, пришёл Ваш ответ — бутылка, брошенная Вами в море, разбилась о скалы залива Сан-Франциско; меня наполнило радостью, под которой таится нечто похожее на страх, — страх не уничтожает радости, но вызывает паническое состояние, выводит её за рамки плоти и времени, словно и Вы, и я, каждый по-своему, именно этого и желали.

Не очень-то легко писать Вам,  поскольку Вы  ничего не знаете о  Гленде Гарсон, и почему-то получается так, что я сейчас бестолково пытаюсь объяснить Вам причину Вашего ответа; всё происходит в разных измерениях, двоится и превращает в абсурд любые обычные взаимоотношения; мы пишем либо играем для других, не для себя, поэтому моё письмо превращается в текст, который прочтут другие и, вероятно, никогда — Вы, но, может быть, Вы всё же прочтете его когда-нибудь в будущем; Ваш ответ, который я получил всего три дня назад и только по воле случая, забросившего меня сюда, был уже известен другим. И раз все случилось так — думаю, не надо и пытаться выйти на прямой контакт; думаю, что единственная возможность сказать Вам то, что хочу сказать, — это ещё раз прибегнуть к помощи тех, кто прочтёт мое письмо как литературное произведение, как рассказ, посланный вослед другому, как дополнительный текст к тому, что уже представляется завершённым навсегда, — так, мне думается, и должно представлять опубликованные рассказы. И если я сейчас, нарушая правила, пишу Вам это послание, которое Вы, возможно, никогда и не прочтёте, то только потому, что Вы сами понуждаете меня сделать это; Вы, как мне кажется, просите меня сейчас написать Вам.
(пер. В. Андреева)